# Pasquale Dessanay
(Emilio Pasquini, 2000)
Pasquale - Pascale - Dessanai (Nuoro, 1868 – Uras, 1919) è stato un poeta sardo, con cittadinanza italiana.

## Biografia
Pasquale Dessanai nasce a Nuoro nel 1868, dove frequenta prima il Ginnasio e poi la Scuola Normale. I suoi esordi letterari avvengono con poesie pubblicate con il nome di "Pasquale Sanna" fra il 1887 e il 1888 nella rivista di Sassari «Amsicora» e nella raccolta Antologia Sarda. Nel 1890 pubblica un volumetto di liriche in logudorese (Nèulas), scritto a quattro mani con Cam (pseudonimo di Amico Cimino). La raccolta suscita interesse non soltanto nella piccola comunità nuorese: già nel 1891 il giornalista di origine sassarese Stanis Manca, attivo nella Roma del tempo, in una lettera a Grazia Deledda domanda notizie e testi di Dessanai. Deledda rispondeva promettendo di inviargli 
Intorno a quegli stessi anni, ottenuto un impiego di scrivano in tribunale, Dessanai collabora alla rivista «Vita sarda» e ad altri periodici artistico-culturali. Nel 1893 inizia una collaborazione col pittore e romanziere Antonio Ballero, che proseguirà nel 1897 con la composizione delle parole per il melodramma Rosella liberamente tratto dal romanzo Don Zua di Ballero e musicato da Priamo Gallisay. La sua produzione poetica maggiore rimarrà però semi-sconosciuta, affidata a quaderni manoscritti, e vedrà le stampe solo postume. 
Personalità bizzarra ed eclettica, socialista con venature anarchiche, anticlericale di recente è stato pubblicato un vivace scambio di sonetti antipapali con Peppino Mereu; lo stesso Porcu ha poi rintracciato la collaborazione di Dessanai al foglio anticlericale «Il grido del popolo» di Foligno, diretto da Oscar Lantoni); poeta raffinato e innovativo, amava tradurre in sardo le poesie di Lorenzo Stecchetti (pseudonimo di Olindo Guerrini); così lo ritrae Sebastiano Satta in un suo canone degli artisti nuoresi di fine Ottocento: 
Antimonarchico, appresa la notizia dell’assassinio di Umberto I a Monza, il 29 luglio del 1900, approvò pubblicamente, in una bettola di Terralba, il gesto del regicida, l'anarchico Gaetano Bresci, e venne arrestato e condannato per apologia di reato. In quel tempo, da Terralba si trasferisce a Uras (paesi attualmente in provincia di Oristano); già dal 1899 va via da Nuoro, forse perché minacciato da malviventi che gli avrebbero preteso la consegna delle chiavi della cancelleria del tribunale in modo da eliminare documenti scomodi. La vita in Campidano per il poeta non fu facile. Piccoli lavori di cancelleria, di procuratore legale e qualche nomina da barracello con quattro figli sulle spalle, mentre la moglie Cicita si adatta a fare lavori di cucito. Di lì a poco Pascale Dessanai muore a Uras, il 29 ottobre del 1919; causa del decesso sconosciuta, luogo di sepoltura ignoto.